# What a Wonderful World (film, 1996)
Pour plus de détails, voir Fiche technique et Distribution.
What a Wonderful World (奇異旅程之真心愛生命, Qi yi lu cheng zhi: Zhen xin ai sheng ming) est une comédie dramatique hongkongaise écrite et réalisée par Samson Chiu et sortie en 1996 à Hong Kong.
Elle totalise 4 038 796 HK$ de recettes au box-office.

## Synopsis
Un journaliste (Andy Lau) en phase terminale traque un banquier d'affaires (Kenny Bee) recherché pour des opérations frauduleuses.

## Fiche technique
- Titre original : 奇異旅程之真心愛生命
- Titre international : What a Wonderful World
- Réalisation : Samson Chiu
- Scénario : Samson Chiu
- Photographie : Tang Hon-pong
- Société de production : Impact Films et Movie Impact
- Société de distribution : Newport Entertainment
- Pays d'origine :  Hong Kong
- Langue originale : cantonais
- Format : couleur
- Genre : comédie dramatique
- Durée : 100 minutes
- Dates de sortie :
  -  Hong Kong : 11 janvier 1996

## Distribution
- Andy Lau : Sun Chung-wah
- Kenny Bee : Kam Chung-shun
- Theresa Lee (en) : Ah-Chu
- Paul Fonoroff : le journaliste en partance pour le Canada
- Kent Cheng : le médecin
- Li Nanxing (en)
- Louis Yuen (en)